# METTL21A
METTL21A (англ. Methyltransferase like 21A) – білок, який кодується однойменним геном, розташованим у людей на 2-й хромосомі. Довжина поліпептидного ланцюга білка становить 218 амінокислот, а молекулярна маса — 24 600.
| 10         |  | 20         |  | 30         |  | 40         |  | 50         |
| ---------- |  | ---------- |  | ---------- |  | ---------- |  | ---------- |
| MALVPYEETT |  | EFGLQKFHKP |  | LATFSFANHT |  | IQIRQDWRHL |  | GVAAVVWDAA |
| IVLSTYLEMG |  | AVELRGRSAV |  | ELGAGTGLVG |  | IVAALLGAHV |  | TITDRKVALE |
| FLKSNVQANL |  | PPHIQTKTVV |  | KELTWGQNLG |  | SFSPGEFDLI |  | LGADIIYLEE |
| TFTDLLQTLE |  | HLCSNHSVIL |  | LACRIRYERD |  | NNFLAMLERQ |  | FTVRKVHYDP |
| EKDVHIYEAQ |  | KRNQKEDL   |  |            |  |            |  |            |

A: Аланін

C: Цистеїн

D: Аспарагінова кислота

E: Глутамінова кислота

F: Фенілаланін

G: Гліцин

H: Гістидин

I: Ізолейцин

K: Лізин

L: Лейцин

M: Метіонін

N: Аспарагін

P: Пролін

Q: Глутамін

R: Аргінін

S: Серин

T: Треонін

V: Валін

W: Триптофан

Кодований геном білок за функціями належить до трансфераз, метилтрансфераз. 
Задіяний у такому біологічному процесі, як альтернативний сплайсинг. 
Білок має сайт для зв'язування з S-аденозил-L-метіоніном. 
Локалізований у цитоплазмі.